# Bet365 Stadium
Bet365 Stadium, tidigare kallad Britannia Stadium, är en fotbollsanläggning i Stoke-on-Trent i England. Den är hemmaarena för Stoke City. Klubben hade tidigare spelat på Victoria Ground till 1997.
Bet365 Stadium är den högst belägna arenan i England. Den ligger mitt emellan Longton, Fenton och Trentham.
Arenan håller 27 902 supportrar, med den högsta siffran inför den utsålda matchen mot Everton i FA-cupens tredje omgång 2002. Delen för bortalagets supportrar har 4 800 platser. Då arenans kapacitet understiger 30 000 är den inte valbar till att bli en fyrstjärnig stadion, enligt Uefas regler.
Det första målet i arenan gjordes av Graham Kavanagh i en match mot Rochdale i Ligacupen.
Om Stoke City kan utvecklas som klubb i Premier League kan de tänka sig att fylla hörnan mellan den västra och bortersta delen, och på så sätt öka arenans kapacitet till över 30 000.